# Container (film)
 Denne artikel omhandler filmen Container. Opslagsordet har også en anden betydning, se container.
Container er en svensk film af Lukas Moodysson fra 2006. Den blev vist første gang på en filmfestival i Berlin.
Filmen er i sort-hvid, og den blev af Moodysson beskrevet som "en stumfilm med lyd", hvilket er en passende beskrivelse, idet det eneste lydspor er en talt monolog, der nogenlunde relaterer sig til det visuelle.
Filmen blev optaget i Cluj, Rumænien, Tjernobyl, Ukraine og Trollhättan, Sverige.